# Brytyjskie okręty podwodne typu K
Okręty podwodne typu K – seria 18 okrętów podwodnych Royal Navy o napędzie parowym, zbudowanych w latach 1916–1923. Okręty te miały w założeniu współpracować z głównymi siłami floty, do czego potrzebowały dużej prędkości nawodnej, którą mógł ówcześnie zapewnić tylko napęd parowy. Pomimo że nie spełniły wszystkich nadziei, jakie z nimi wiązano, okazały się ważnym epizodem w historii okrętów podwodnych.
Zbudowano 18 okrętów w dwóch wersjach: 17 w wersji pierwszej i 1 w ulepszonej wersji drugiej. Jedyny przedstawiciel drugiej ulepszonej wersji, HMS „K26” miał zmienione uzbrojenie torpedowe, większą głębokość zanurzenia i uważany był za znacznie lepszy niż pozostałe okręty tej klasy. Został złomowany w 1931 roku, ponieważ przekraczał limit wyporności dla okrętów podwodnych według traktatu londyńskiego.

## Tło historyczne

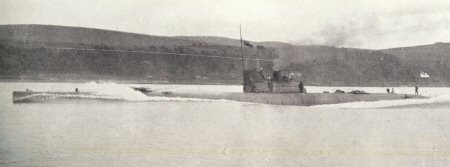
HMS „Swordfish”, pierwszy brytyjski okręt podwodny o napędzie parowym

W 1913 roku Admiralicja brytyjska wyraziła zainteresowanie nowym typem okrętu podwodnego, fleet submarine, o dużej szybkości nawodnej zdolnym współpracować w głównymi siłami floty. W założeniu fleet submarines miały operować przed głównymi siłami w roli zwiadowców, zastawiać pułapkę na główne siły wroga, a w czasie bitwy pomiędzy okrętami nawodnymi flot miały przedostać się na tyły nieprzyjacielskiej floty i zaatakować ją w czasie odwrotu. Do tego typu zadań okręty wymagały dużej prędkości nawodnej ponad 20 węzłów.
Sama koncepcja fleet submarine została opracowana przez tzw. Development Committee Admiralicji, który postulował, by Royal Navy posiadała następujące klasy okrętów podwodnych:
1. coastal submarines – niewielkie okręty podwodne przeznaczone wyłącznie do zadań przybrzeżnych i patrolowania wód terytorialnych
2. patrol submarines – standardowe okręty podwodne przeznaczone do dalszych patroli
3. fleet submarines – duże, szybkie okręty podwodne mające współpracować z głównymi siłami floty
4. cruiser submarines – krążownicze okręty podwodne, duże okręty o znacznym zasięgu przeznaczone do długich patroli, działające także jako rajdery
5. minelaying submarines – podwodne stawiacze min
6. monitor submarines – podwodne monitory, okręty podwodne uzbrojone w armaty dużego kalibru

Pierwszą próbą zbudowania nowego typu okrętu podwodnego był napędzany silnikami wysokoprężnymi typ J. Okrętom tym nie udało się jednak uzyskać planowanej prędkości nawodnej 21 węzłów, ich maksymalna prędkość wynosiła jedynie 19 węzłów, a sam typ uważany był za nieudany. Następną dużą jednostką podwodną mającą zaspokoić zapotrzebowanie na fleet submarine był HMS „Nautilus” (pierwszy brytyjski okręt podwodny, któremu nadano nazwę, a nie tylko samo oznaczenie). „Nautilusowi” także nie udało się osiągnąć wymaganej przez Admiralicję prędkości nawodnej, ale ten w znacznej mierze eksperymentalny okręt (największy z dotychczas zbudowanych) dał brytyjskim stoczniom wiele doświadczenia w projektowaniu i budowaniu dużych jednostek podwodnych.
Zdając sobie sprawę z ograniczonych osiągów ówczesnych silników wysokoprężnych wyposażono następny okręt typu fleet submarine HMS „Swordfish” w napęd parowy. Opalany ropą kocioł napędzał dwie turbiny parowe dające „Swordfishowi” nawodną prędkość 18 węzłów. Okręt okazał się niebezpieczny w użyciu, jego prędkość była nadal niewystarczająca i ostatecznie został przebudowany na nawodny okręt patrolowy.
W 1914 roku (jeszcze przed wodowaniem „Swordfisha”) do Admiralicji doszły pogłoski, fałszywe, jak się okazało, że w Niemczech wodowano okręt podwodny o prędkości 22 węzłów. Admirał Jacky Fisher rozpoczął rozmowy ze stoczniami uważając, że przyszłościowa brytyjska fleet submarine musi być szybsza od okrętu niemieckiego.
W kwietniu 1915 roku stocznia Vickers zaproponowała własny projekt, częściowo oparty na projekcie z 1913 roku, na trzyśrubowy okręt podwodny napędzany na powierzchni turbinami parowymi z przekładniami i silnikiem wysokoprężnym. Po niewielkich zmianach projekt Vickersa został przyjęty i zamówienie na pierwsze dwa okręty, „K3” i „K4”, zostało złożone w czerwcu 1915 roku, a w sierpniu zamówiono 12 następnych okrętów tego typu i w 1917 roku jeszcze dodatkowych siedem, z czego później anulowano cztery zamówienia. Koszt każdego okrętu tej klasy wynosił ok. 340 tys. funtów

## Opis konstrukcji

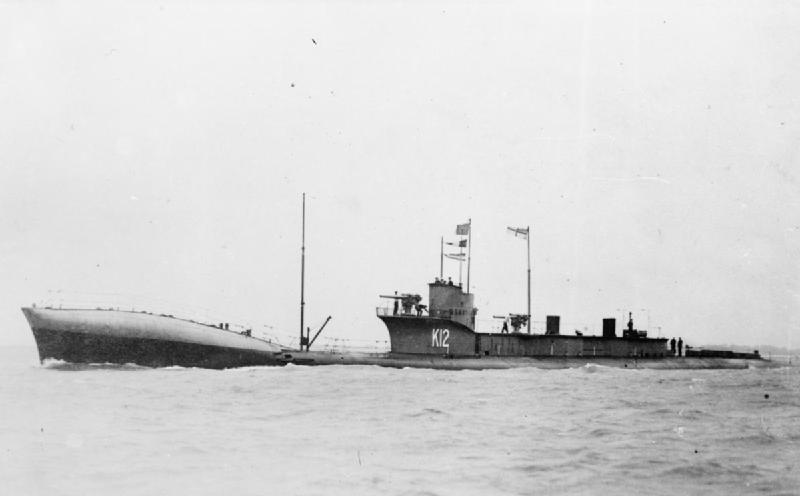
HMS „K12” w zmodyfikowanej wersji ze zmienionym dziobem

W momencie ich wodowania okręty typu K były największymi i najszybszymi okrętami podwodnymi na świecie. Zewnętrzny, ciśnieniowy kadłub mierzył 103 metry długości i nieco ponad 8 metrów szerokości. Wyporność nawodna wynosiła 2011 t, a podwodna 2600 t. Kadłub wewnętrzny był podzielony na szereg pomieszczeń, ale grodzie wodoszczelne testowane były tylko do głębokości 20 m.
Okręty miały mieszany napęd parowy/elektryczny/dieslowsko-elektryczny; były to pierwsze okręty podwodne Royal Navy z napędem dieslowsko-elektrycznym. Podstawowym napędem na powierzchni były dwie turbiny parowe o mocy 10 500 koni mechanicznych każda, podłączone do opalanych ropą kotłów Yarrow. W razie awarii kotłów lub turbin parowych okręt mógł być także napędzany na powierzchni silnikiem wysokoprężnym o mocy 800 KM, którego podstawowym zadaniem było ładowanie akumulatorów. W razie awarii mógł on napędzać prądnicę podłączoną do czterech silników elektrycznych o mocy 1400 KM każdy. Te same silniki, po dwa na każdym wale napędowym, zapewniały okrętom napęd podwodny. Średnica trzyłopatowych śrub wynosiła 2,29 m.
Początkowo uzbrojenie okrętów stanowiło 10 wyrzutni torpedowych 18-calowych (450 mm) – cztery nieruchome w dziobie, cztery nieruchome w śródokręciu (po dwie z każdej strony kadłuba) i podwójna, ruchoma wyrzutnia na pokładzie okrętu, która mogła być użyta tylko na powierzchni (w późniejszym czasie zdjęta ze wszystkich okrętów). Uzbrojenie artyleryjskie w momencie wodowania (w późniejszym czasie modyfikowane), składało się z dwóch pojedynczych armat 4-calowych (102 mm) i pojedynczej armaty przeciwlotniczej 3-calowej (76,2 mm).
Okręty typu K były pierwszymi brytyjskimi okrętami podwodnymi, które miały prawdziwą, zamkniętą i oszkloną sterówkę, a nie jak wcześniej otwarte pomieszczenie z płóciennym dachem.

## Służba

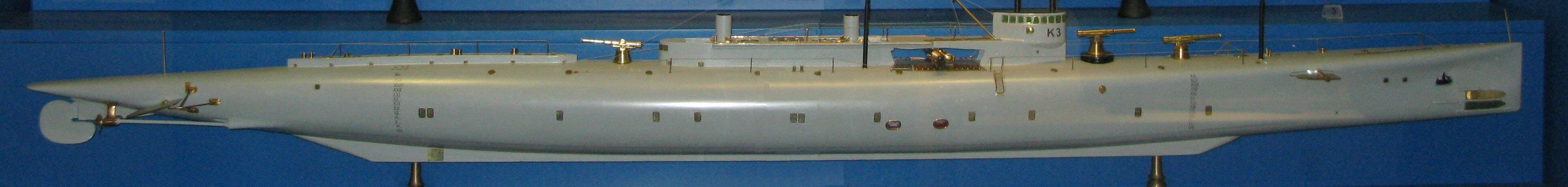
Model okrętu podwodnego typu K w początkowej konfiguracji

Jako pierwsze do służby weszły „K3” (wodowany 20 maja 1916) i „K4” (wodowany 17 lipca). Już pierwsze próby pokazały szereg problemów z nowymi okrętami podwodnymi. Dziób okrętu miał tendencję do nagłego nurkowania pod fale przy dużych prędkościach, pokład przed kioskiem był bardzo „mokry” i praktycznie uniemożliwiał korzystanie z zamontowanej tam armaty, pokładowa wyrzutnia torpedowa była bardzo podatna na uszkodzenia, mostek był bardzo ciasny, kiepsko wyposażony i dawał bardzo niską widoczność, a sam okręt nie był bardzo sterowny. Według słów ówczesnych marynarzy, okręty te miały prędkość niszczycieli, promień skrętu pancerników i wyposażenie nawigacyjne godne motorówki. Aby przeciwdziałać nagłemu zanurzaniu się dziobu, zmieniono jego kształt, stawiając na nim bulwiasty zbiornik balastowy tzw. swan bow (dziób w kształcie łabędzia). Dziobowa armata 4-calowa została przeniesiona za kiosk (w późniejszym czasie całkowicie wyeliminowana), a sam kiosk został nieco podwyższony.
Poważniejsze problemy związane były z długim (trwającym ponad pięć minut) i bardzo trudnym manewrem zanurzenia. Manewr rozpoczynał się schowaniem do kadłuba dwóch kominów i czterech nawietrzników powietrza. W kadłubie ciśnieniowym znajdowało się aż sześć dużych otworów o średnicy jednego metra przykrywanych ciężkimi 400-kilogramowymi pokrywami, które były bardzo podatne na uszkodzenia. Pod koniec manewru, pomimo wygaszenia kotłów, w siłowni panowała bardzo wysoka temperatura i jej załoga była czasami wyciągana stamtąd nieprzytomna. Maksymalna dozwolona głębokość okrętu typu K wynosiła tylko 200 stóp (ok. 60 metrów) i była mniejsza niż długość całkowita okrętu, co oznaczało, że przy stosunkowo niewielkim kącie zanurzenia 30° dziób okrętu znajdował się już przy maksymalnej dozwolonej głębokości, a rufa była jeszcze prawie na powierzchni. Manewr zanurzenia wymagał bardzo ostrożnej i delikatnej kontroli wszystkimi zbiornikami balastowymi, a było ich aż 28 – 20 wewnętrznych i osiem zewnętrznych; były one kontrolowane przez 40 zaworów. Już po modyfikacji dziobu okazało się, że jego nowy kształt poprawił nieco zachowanie się okrętu w czasie nurkowania, ale nadal był to bardzo złożony i niebezpieczny manewr. Według słów ówczesnego eksperta, „w tej łodzi było po prostu za dużo dziur”.
Już od początku okręty tego typu były bardzo podatne na wypadki i szybko zyskały złą sławę wśród marynarzy. Z 17 zbudowanych okrętów pięć zostało straconych w różnego rodzaju wypadkach, a na kilku innych okrętach zdarzyły się mniej poważne wypadki. Najtragiczniejszym z nich była tzw. „bitwa pod Isle of May”, pechowa seria wypadków w czasie manewrów, w wyniku których zatonęły dwa okręty podwodne, a cztery inne zostały uszkodzone. Oprócz tego HMS „K13” zatonął w czasie prób, ale został podniesiony z dna i ponownie wszedł do służby jako HMS „K22”, HMS „K1” został zatopiony ogniem artyleryjskim po kolizji z HMS „K4” 17 listopada 1917, HMS „K5” zatonął w Zatoce Biskajskiej 20 stycznia 1921.
Z mniej poważnych wypadków:
- HMS „K3” wymknął się spod kontroli w czasie prób i osiadł na dnie na głębokości 81 metrów, kapitanowi okrętu udało się go jednak oderwać od dna i powrócić na powierzchnię. W czasie tej próby na pokładzie okrętu przebywał Książę Albert (późniejszy król Jerzy VI Windsor)[11][17].
- HMS „12” i HMS „16” także wymknęły się spod kontroli w czasie prób i usiadły na dnie, ale ich kapitanom udało się je uratować i wypłynąć na powierzchnię[17].
- W czasie prób morskich w kwietniu 1918 HMS „K15” został zalany dużą falą, która wdarła się do kotłowni przez kominy zalewając ją.
- W czerwcu 1921 „K15” przycumowany w porcie Portsmouth nagle zaczął tonąć. Okręt został uratowany, śledztwo w tej sprawie wykazało, problemy związane z olejem hydraulicznym w systemie zaworów zbiorników balastowych[17].

Żaden okręt tego typu nie odniósł znaczących sukcesów bojowych w I wojnie światowej. Jedynie jeden okręt, HMS „K7”, miał okazję do zaatakowania nieprzyjaciela. W czasie patrolu w kanale La Manche z pokładu „K7” dostrzeżono idącego na powierzchni U-Boota „U-95” i wystrzelono w jego kierunku torpedę, która chybiła. „K7” wynurzył się i ponownie zaatakował nieprzyjaciela, tym razem serią czterech torped, z których jedna trafiła w U-Boota jednak nie wybuchając. Oba okręty szybko oddaliły się od siebie.

## Lista okrętów typuK
| Nazwa                 | Stocznia               | Wodowanie                 | Uwagi                                            | Data                   |
| --------------------- | ---------------------- | ------------------------- | ------------------------------------------------ | ---------------------- |
| HMS „K1”              | HM Dockyard Portsmouth | 14 listopada 1916(dts)    | zatonął w wypadku                                | 18 listopada 1917(dts) |
| HMS „K2”              | HM Dockyard Portsmouth | 14 października 1916(dts) | złomowany                                        | lipiec 1926            |
| HMS „K3”              | Vickers                | 20 maja 1916(dts)         | złomowany                                        | październik 1921       |
| HMS „K4”              | Vickers                | 15 lipca 1916(dts)        | zatonął w wypadku                                | 31 stycznia 1918(dts)  |
| HMS „K5”              | HM Dockyard Portsmouth | 16 grudnia 1916(dts)      | zatonął w wypadku                                | 20 stycznia 1921(dts)  |
| HMS „K6”              | HM Dockyard Devonport  | 31 maja 1916(dts)         | złomowany                                        | lipiec 1926            |
| HMS „K7”              | HM Dockyard Devonport  | 31 maja 1916(dts)         | złomowany                                        | wrzesień 1921          |
| HMS „K8”              | Vickers                | 10 października 1916(dts) | złomowany                                        | październik 1923       |
| HMS „K9”              | Vickers                | 8 listopada 1916(dts)     | złomowany                                        | lipiec 1926            |
| HMS „K10”             | Vickers                | 27 grudnia 1916(dts)      | złomowany                                        | listopad 1921          |
| HMS „K11”             | Armstrong Whitworth    | 16 sierpnia 1916(dts)     | złomowany                                        | listopad 1921          |
| HMS „K12”             | Armstrong Whitworth    | 23 stycznia 1917(dts)     | złomowany                                        | lipiec 1926            |
| HMS „K13”             | Fairfield              | 11 listopada 1916(dts)    | przemianowany na K22                             |                        |
| HMS „K14”             | Fairfield              | 8 lutego 1917(dts)        | złomowany                                        | grudzień 1926          |
| HMS „K15”             | Scott’s                | 31 października 1917(dts) | złomowany                                        | sierpień 1924          |
| HMS „K16”             | Beardmore              | 5 listopada 1917(dts)     | złomowany                                        | sierpień 1924          |
| HMS „K17”             | Vickers                | 10 kwietnia 1917(dts)     | uzbrojony w armatę 140 mm; zatonął w wypadku     | 31 stycznia 1918(dts)  |
| HMS „K18”             | Vickers                |                           | anulowany, przebudowany na okręt podwodny typu M |                        |
| HMS „K19”             | Vickers                |                           | anulowany, przebudowany na okręt podwodny typu M |                        |
| HMS „K20”             | Armstrong-Whitworth    |                           | anulowany, przebudowany na okręt podwodny typu M |                        |
| HMS „K21”             | Armstrong Whitworth    |                           | anulowany                                        |                        |
| HMS „K22” (eks „K13”) | Fairfield              |                           | złomowany                                        | grudzień 1926          |
| HMS „K23”             | Armstrong Whitworth    |                           | anulowany                                        |                        |
| HMS „K24”             | Armstrong Whitworth    |                           | anulowany                                        |                        |
| HMS „K25”             | Armstrong Whitworth    |                           | anulowany                                        |                        |
| HMS „K26”             | Vickers                | 26 sierpnia 1919(dts)     | złomowany                                        | marzec 1931            |
| HMS „K27”             | Vickers                |                           | anulowany                                        |                        |
| HMS „K28”             | Vickers                |                           | anulowany                                        |                        |

## Ocena okrętów
Okręty typu K były najbardziej zaawansowanymi technicznie okrętami podwodnymi w swoim czasie. Przy ich budowie zastosowano szereg nowatorskich rozwiązań, ale ówczesna wiedza techniczna nie pozwalała na rozwiązanie wielu problemów, jakie były przed nią postawione. Założenie taktyczne fleet submarine wymuszało dużą prędkość maksymalną na powierzchni, która mogła być zapewniona tylko przez turbiny parowe, niezbyt kompatybilne z koncepcją okrętu podwodnego.
Już w czasie ich powstanie kwestionowana była sama koncepcja fleet submarine, późniejsze doświadczenia pokazały, że okręty podwodne niezbyt nadawały się do współpracy z dużymi okrętami nawodnymi. Widoczność z ich niskich pokładów była minimalna, a same były bardzo trudne do zauważenia z wysokich pokładów krążowników i pancerników. Z drugiej strony przypisywane okrętom typu K pech i liczne wypadki były w dużej mierze spowodowane tzw. „czynnikiem ludzkim” i w większości ich wypadków można zauważyć, że zawiniły nie same okręty, ale ich użytkownicy.
Koncepcja fleet submarine przerastała ówczesne możliwości techniczne, dopiero znacznie późniejsze okręty podwodne Submersible Ship Nuclear były w stanie wypełnić rolę taktyczną okrętów podwodnych współpracujących z siłami nawodnymi, jak pisze Preston: „ówcześni planiści, projektanci i sztabowcy Admiralicji nie mogą być obwiniani za brak wizji”.